# Decima
Decima是一款专有游戏引擎，由隶属于索尼互动娱乐的游戏开发商Guerrilla Games研发，于2013年11月15日发行。它包含用于在开发过程中创建人工智能、物理效果、逻辑和整体世界的工具和功能，同时支持4K与HDR。其因作为《杀戮地带：暗影坠落》、《直到黎明》、《RIGS 机械化战斗联盟》与《地平线：零之曙光》等游戏的引擎而知名，同时也是制作人小岛秀夫在2019年发售的作品《死亡擱淺》的开发引擎。

## 历史
2013年11月，伴随着《杀戮地带：暗影坠落》的发售，游戏信息显示其使用了一款由Guerrilla开发的未命名引擎。2015年6月，Guerrilla宣布其正在开发的《地平线：零之曙光》使用与《杀戮地带：暗影坠落》相同的游戏引擎。2015年8月，游戏《直到黎明》宣称，使用根据Havok物理引擎匹配而修改的相同引擎制作。同年12月，《直到黎明》相关的PlayStation VR作品，《直到黎明：血腥突袭》，宣布同样使用Decima与Havok引擎开发。
2016年6月，游戏制作人小岛秀夫宣布，小岛制作的新作《死亡擱淺》在两个游戏引擎中间进行选取，最后以Decima制作了第一部宣传片，并在稍后的E3 2016的索尼发布会上展示。
在The Game Awards 2016获得了行业标志性奖项后，小岛秀夫推出了《死亡擱淺》 预告片，由诺曼·李杜斯（Norman Reedus，因在The Walking Dead的出演，也被称作弩哥）与麦斯·米科尔森（Mads Mikkelsen）出演，并且在最后展示了“Decima”Logo。稍迟的12月3日，在PlayStation Experience期间，小岛宣布了与Guerrilla Games的合作关系，使用其Decima引擎进行开发；并透露了在未有合同义务的条件下被赠予Decima源代码的轶事。这也是该引擎的真正公开命名。

## 功能与命名
根据Guerrilla Games董事Hermen Hulst在PlayStation Experience 2016的说法，Decima具备构建人工智能（AI）、物理效果和逻辑的工具和功能，以及用于创建整个游戏世界的资源库Decima引擎发布将原生支持4K解析度与HDR。引擎以日本江户时期的人工岛出島命名（字母拼写为Dejima），正是17世纪时荷兰商馆所在地。在历史上一段相当长的时期内，荷兰是唯一允许对日贸易的国家。

## 使用Decima引擎的游戏
| 游戏名称            | 发行年份 | 开发商              | 平台                                                                           |
| ------------------- | -------- | ------------------- | ------------------------------------------------------------------------------ |
| 杀戮地带：暗影坠落  | 2013     | Guerrilla Games     | PlayStation 4                                                                  |
| 直到黎明            | 2015     | Supermassive Games  | PlayStation 4                                                                  |
| 直到黎明：血腥突袭  | 2016     | Supermassive Games  | PlayStation 4                                                                  |
| RIGS 机械化战斗联盟 | 2016     | Guerrilla Cambridge | PlayStation 4                                                                  |
| 地平線 黎明時分     | 2017     | Guerrilla Games     | PlayStation 4 Microsoft Windows                                                |
| 死亡擱淺            | 2019     | 小島製作            | PlayStation 4 Microsoft Windows PlayStation 5 macOS iPadOS iOS Xbox Series X/S |
| 地平線 西域禁地     | 2022     | Guerrilla Games     | PlayStation 4 PlayStation 5                                                    |
| 死亡擱淺2           | 2025     | 小島製作            | PlayStation 5                                                                  |